# El Granado
El Granado er en by og kommune i det sydvestlige Spanien i provinsen Huelva. Den har et indbyggertal på 493 (2024) indbyggere.
Kommunen ligger på grænsen til Portugal.